# Agliberto Meléndez
Agliberto Meléndez (8 de agosto de 1942 - 2 de julio de 2025) fue un director de cine dominicano, conocido por su trabajo en "Un Pasaje de Ida", el primer largometraje de la República Dominicana, producido íntegramente en el país por un elenco y equipo dominicanos. La película se dio a conocer al público estadounidense tras su estreno en 1988 en el Festival de Nuevos Directores/Nuevas Películas del Museo de Arte Moderno de Nueva York. "Un Pasaje de Ida" adquirió cierta notoriedad gracias a su temática macabra: la historia de aspirantes a inmigrantes que mueren en su desesperada lucha por escapar de la pobreza y la desesperación. "Un Pasaje de Ida", filmada en condiciones muy adversas, demostró a todos que era posible.